# Lakshmipur (zila)
Lakshmipur (Bengaals: লক্ষ্মীপুর জেলা) is een district (zila) in de divisie Chittagong in zuidoost Bangladesh